# 杨惠街道
杨惠街道是中华人民共和国贵州省貴陽市云岩区下辖的一个街道办事处。

## 行政区划
杨惠街道下辖以下村级行政区划单位：
北极星社区、大凹村、杨惠村。